# FIAT3000
FIAT 3000（Fiat tremila、フィアット トレミーラ）はイタリアの軽戦車である。
主に、機関銃装備型のA型（1921年型、L5/21）と、37 mm 砲搭載型のB型（1930年型、L5/30）がある。

## 概要
国産戦車の開発が遅々として進まなかったイタリアは、隣国であり、第一次世界大戦の同盟国であるフランスに、戦車の供給を依頼、大戦中の1917年3月から1918年5月の間に、4輌のルノー FT-17 軽戦車（以下、「FT」）を提供された。2輌はベルリエ（オムニバス）砲塔、2輌はジロ砲塔であった。ベルリエ砲塔の2輌は、どちらもオチキス M1914 8 mm 重機関銃であった（後にフィアット＝レベリ M1914 6.5 mm 重機関銃に換装された）。ジロ砲塔の2輌はそれぞれ武装が異なり、1輌はピュトー SA 18 21口径 37 mm 短戦車砲、もう1輌はオチキス M1914 8 mm 重機関銃（後にSIA M1918 6.5 mm 軽機関銃に換装された）であった。そして、4輌に対し集中的に試験が行われ、内1輌（シリアルNo.669947）を、国産化（ライセンス生産）のために分解して、調査した。
（なお、戦後の1919年に、この分解された車両は、再度組み立てられ、アンサルド社によって 「セモヴェンテ da 105/14」、別名、「Obice da 105 su Carro Tipo Leggero da 6 t」という自走砲に改造された。残りの3輌の内、2輌はリビアへ送られ、1輌は訓練に使用された。）
（なお、訓練用にシュナイダーCA1も1～2輌提供されたが、こちらは生産のライセンスが下りなかった。1輌が1937年までボローニャの王国陸軍訓練学校に保管されていたが、その後は行方不明。）
FTの試験と調査の後、1918年8月2日、イタリア陸軍は、FTのライセンス生産を決定した。生産は、アンサルド、ヴィッカース・アームストロング、ブレダ、フィアット、テルニの各社が結成したコンソーシアムに託された。
（一体鋳造型の円筒形のジロ砲塔は、高い技術力が必要なせいか、イタリアが選んだのは、装甲板をリベット接合で組み立てる方式の八角形のベルリエ（オムニバス）砲塔の方である。これは以後のイタリア戦車にも引き継がれていく。）
しかし、第一次世界大戦が終結し、ライセンス生産する予定だった1,400輌分のFTの発注はキャンセルされた。
1919年4月、フィアット社に、FTをベースとした、新型戦車が発注された。これは、「Ufficio Carri d'Assalto」と「Commissariato Armi e Munizioni Ansaldo」によって、設計が変更・改良されており、砲塔形状や武装やエンジンなど各部がオリジナルと異なっていた。新型戦車は1輌あたり12万リラであった。
試作車は1919年6月から製造され、翌年6月までに完成した。
1920年8月に最初の試験が開始されたが、すぐに中断。1921年11月、試験は再開され、1923年まで続いたが、ついに成功した。
これを「フィアット3000突撃戦車 1921年型」（Carro d'Assalto FIAT 3000 modello 1921）または「フィアット3000A」と呼称し、1923年に量産が開始された。生産数は100輌。なお、この「突撃戦車」の頃の区分は「重戦車」扱いである。
- [1] - フィアット3000Aの透視図

「フィアット3000 Tipo II」の計画を経て、1928年から37 mm砲搭載型の開発が始まり、1929年に、機関銃 2挺の代わりに37 mm 砲 1門を搭載した、改良型の「フィアット3000突撃戦車 1930年型」（Carro d'Assalto FIAT 3000 modello 1930）または「フィアット3000B」の試作車輌が完成した。生産数は52輌。
1921年型では空冷式の「SIA M1918 6.5 mm 軽機関銃」（設計はアビエル・ベテル・レベッリで、製造会社はSIA（Società Italiana Aeroplani、イタリア航空機会社））を九角形の砲塔に2挺装備していたが、1930年型では「ヴィッカース・テルニ M30 40口径37 mm 砲」を九角形の砲塔に1門搭載している。この砲は1920年代後半に開発された、半自動（薬莢殻の薬室からの自動排出）の対戦車砲で、初速640 m/s、射距離100 mで30度の傾斜装甲板に対し47 mmの装甲貫徹力を持つ。この砲は後にM11/39やフィアット611装甲車にも搭載されている。
なお、M11/39の生産の際、「ヴィッカース・テルニ M30 40口径37 mm 砲」の生産が間に合わず、同じ主砲を持つフィアット3000B（1930年型）の一部から取り外して流用したという、逸話がある。そもそも、M11/39は、時代遅れとなったフィアット3000の、更新装備として開発された車両である。
- [2] - フィアット3000B（1930年型）

- [3] - フィアット3000B（1930年型）の砲塔の透視図

1930年型では、1921年型と同一の砲塔のまま武装を換装したのではなく、武装の変更に伴い砲塔形状も変化しており、1921年型では砲塔正面が1面だったものが1930年型では緩やかな楔状に傾斜がつけられた2面で構成され、37 mm 砲はその砲塔の右側にオフセットされて装備されている。また、砲塔後部のキューポラと観音開き方式の乗降用扉は共に、1921年型では砲塔後部真後ろにあるが、1930年型では砲塔後部左側にオフセットされている。これは、砲塔右側を砲尾が（後座スペースを含めて）占めたために、車長兼砲手が砲塔左側に移ったためである。
重量は、1921年型の5.5 tから、1930年型の5.9 tに増えたが、エンジン出力と路上最高速度も、1921年型の45 hp～50 hp（21 km/h）から、1930年型の63 hp～65 hp（24 km/h）に向上している。
FTとの違いとして、左右に開く2枚のフロントアクセスドアが無い、より高出力のエンジンを横置きにし、車体後部の両側面に消音器が付いている（ルノーFTは車体後部の右側面のみ）。尾橇は1930年代後半には撤去された。
1938年1月24日以降、「中戦車」扱いとなり、機関銃装備型は「1921年型戦車」（Carro Armato Modello 1921）と改称され、37 mm 砲搭載型は「1930年型戦車」（Carro Armato Modello 1930）と改称された。
第二次世界大戦参戦後の1940年に、7トン以下の戦車は「軽戦車」と、要件が変更されたため、名称変更が行われ、6.5 mm 機関銃装備型は「5トン軽戦車 L5/21」（Carro Armato Leggero da 5 tonnellate Modello 1921）、37 mm 砲搭載型は「5トン軽戦車 L5/30」（Carro Armato Leggero da 5 tonnellate Modello 1930） と改称された。
同時期に、L5/21軽戦車90輌が、「SIA M1918 6.5 mm 軽機関銃」から、「フィアット レベリ M35 8 mm 重機関銃」または「ブレダ M38 8 mm 車載機関銃」に換装された。
こうして、フィアット3000は、その運用期間中に、重戦車（突撃戦車）→中戦車→軽戦車と、各クラスを変遷した、珍しい戦車である。

## 運用
第二次世界大戦時には既に旧式化して治安維持や要地警備に用いられていた。1943年のシチリア島における戦いでもいまだ使用されており、連合軍と砲火を交えている。
日本でも1930年代初期に、フィアット3000Bを数輌輸入している。履帯の中央に穴が空いた中期型以降のタイプで、大型の前照灯が車体前面に2個並んで追加されている。武装は6.5 mm機銃の連装である。砲塔防盾の形状や機関銃はオリジナルのフィアット3000Bと異なる。
- [4] -  日本が輸入したフィアット3000B

同時期に輸入したルノー NC27 軽戦車やヴィッカース 6トン戦車との比較検討用と考えられる。日本陸軍内での呼称は「フィアット軽戦車」であった。

## 派生型
FIAT 3000 Nebbiogeno（フィアット3000 ネッビオジェノ、発煙装置付きフィアット3000）
フィアット3000A（1921年型）の左右（通常は左右のどちらか一方。煙幕が大量に必要な場合は左右両方に装着すればよい）のサスペンションユニットの空間に発煙装置を後付けしたもの。発煙装置は、戦車に続く歩兵や、戦車自らが攻撃する際に、姿を隠し、敵から攻撃されにくくすることで、戦術的優位を発揮するためである。発煙装置は前後2つの円筒形タンクからなり、前の短いタンクには圧縮ガスが、後ろの長いタンクには煙幕の成分であるスルホン酸が入っていた。これを排気口に噴射することで、酸と排気ガスが反応して発煙する。1925年に、数輌が改造され、トリノの北にあるカナヴェーゼで行われた軍事演習で実験が行われた。また、1935年にもローマでデモンストレーションが行われた。この発煙装置が大量生産されることは無かった。
- [5] - FIAT 3000 Nebbiogeno

FIAT 3000 Lf（フィアット3000 ランチァ・フィアンメ、フィアット3000 火炎放射戦車）
フィアット3000A（1921年型）を改造して、砲塔の機銃の横の左右どちらかに増設された火炎放射器 1基と、左右サスペンションユニットの空間と車体後方に増設された火炎放射器用燃料タンクと、火炎放射器の燃料を火炎放射器用燃料タンクから火炎放射器に供給するポンプ（非圧縮空気方式）からなる、火炎放射装置を搭載した、火炎放射戦車。1932年試作。1両のみ製造。
- [6] - FIAT 3000 Lf

- [7] - FIAT 3000 Lf

FIAT 3000 改造 フィアット M1929 6.5 mm 航空機関銃装備型
1937年以降、一部のフィアット3000は、プロペラ同調装置を外し、40発弾倉によって給弾される、フィアット M1929 6.5 mm 航空機関銃を連装で装備していた。府仰角は-18°～+28°であった。
FIAT 3000 1921年型 改造 .303 (7.7 mm) ルイス軽機関銃装備型
砲塔に.303 (7.7 mm) ルイス軽機関銃を連装で装備。1930年代後半に数輌製造。SIA M1918よりも信頼性が高く、47～97発弾倉により、発射速度が高い。
- [8]

FIAT 4000（フィアット クワットゥロミーラ、フィアット4000）
1920年代後半に中口径砲の牽引輸送車として設計されたが、設計段階にとどまった。重量は3トンで、フィアット3000と同じエンジンを使用していたと推定。
- [9]

## FIAT 3000 Tipo II
FIAT 3000 Tipo II（フィアット トレミーラ ティーポ ドゥーエ）は、フィアット3000A（1921年型）と3000B（1930年型）の中間の1925年に、イタリア陸軍によって開発が企図された、計画車輌である。計画のみで実車は作られていない。これに対し、従来のフィアット3000A（1921年型）は、FIAT 3000 Tipo I（フィアット トレミーラ ティーポ ウノ）と呼称する。
旧式化したルノーFTをベースとした、機関銃装備のフィアット3000A（1921年型）の性能に不満があったイタリア陸軍により、1925年1月12日に新戦車の要求仕様の概要が発表され、武装（270発の37 mm砲と4500発のFIAT M1924機関銃）・装甲厚（主要部は20 mm以上）・エンジン出力（75馬力以上の4気筒エンジン希望）・速度（24 ㎞/h）・乗員数（3名の可能性あり）・形状・大きさ・重量（従来の5.3 tから8.5 tに増加）・渡渉深度（従来の1 mから1.4 mに増加）・超壕能力（従来の1.4 mから1.9 mに増加（どちらも尾橇無しの場合の数値））など、大幅に性能を向上させた、37 mm砲搭載車として完全な新規開発となるはずであったが、その後、わざわざ新規に開発するほどでもない（性能に対し、開発・生産コストが見合わない）と判断されたのか、また、FIAT 3000 Tipo IIの開発時には、適当な37 mm砲がまだ無かったこともあり、計画中止となり、結局、低コストで開発・生産が可能な、フィアット3000A（1921年型）をベースとし、新開発の高初速37 mm砲の搭載を主目的とした局限的な改修型である、フィアット3000B（1930年型）の形で、落ち着いた。
つまり、フィアット3000B（1930年型）は、フィアット3000の真の改良型（全くの別設計）であった、フィアット3000 Tipo IIの、代替車輛、簡易版、廉価版であった。
- [10] - FIAT 3000 Tipo IIの透視図
- [11] - 1925年5月24日付の、FIAT 3000 Tipo IとFIAT 3000 Tipo IIのサイズと形状の比較
- [12] - 1925年5月24日付の、FIAT 3000 Tipo IとFIAT 3000 Tipo IIの装甲厚の比較

## 登場作品

### 映画
『砂漠のライオン』
ブルドーザーを改造したレプリカ車輌が登場する。

### ゲーム
『World of Tanks』
「Fiat 3000」の名称でイタリア軍技術ツリーに登場。L5/30仕様。